# Torsac
Torsac est une commune du Sud-Ouest de la France, située dans le département de la Charente (région Nouvelle-Aquitaine).
Ses habitants sont les Torsacois et les Torsacoises.

## Géographie

### Localisation et accès
Torsac est une commune de l'aire urbaine d'Angoulême située à 11 km au sud d'Angoulême et 10 km au nord de Villebois-Lavalette, chef-lieu de son canton.
Le bourg de Torsac est aussi à 6 km au sud-est de Puymoyen, 5 km à l'ouest de Dignac, 5 km à l'est de Vœuil-et-Giget.
La D 81, route d'Angoulême à Villebois-Lavalette traverse la commune du nord au sud. Torsac est aussi située sur la D 41, route d'Hiersac à Combiers, et qui passe par Vœuil-et-Giget et Dignac, ainsi que la D 101 qui va de Dirac à Fouquebrune.
La D 674, route d'Angoulême à Libourne, borde la commune à l'ouest et passe à Vœuil-et-Giget. La D 939, route d'Angoulême à Périgueux, passe à l'est de la commune à 5 km du bourg, par Dignac.
Le GR 36, sentier de grande randonnée de la Manche aux Pyrénées-Orientales, traverse aussi la commune (section Angoulême  - Périgueux).

### Hameaux et lieux-dits
On peut citer l'Andole (écrit parfois Andole, ou Landole), un gros hameau le long de la Charraud en descendant vers Vœuil ; on distingue La Grande Andole et la Petite Andole.
D'autres hameaux plus petits sont les Garands, les Courrières (la Petite et la Grande), Puymerle, le Maine Jarry, la Baronnie, Chamoulard, Chez Naulet, la Borde, la Faye, la Boissière, etc..

### Communes limitrophes
| Vœuil-et-Giget      | Puymoyen    | Dirac  |
| Mouthiers-sur-Boëme | Torsac      | Dignac |
|                     | Fouquebrune |        |

### Géologie et relief
La commune est occupée par des plateaux calcaires du Crétacé. On trouve le Turonien (aussi appelé Angoumien) dans les zones plus basses, autour des vallées des Eaux-Claires et de la Charraud. Les plateaux sont occupés par le Coniacien (calcaire plus graveleux), et on trouve du Santonien en limite sud de commune.
L'Angoumien a été exploité par des carrières de pierre de taille, souterraines ou à ciel ouvert, souvent reconverties en champignonnières ou abandonnées. Dans la commune, on n'en trouve que près de l'Andole.
Les hauteurs sont très localement recouvertes de dépôts du Tertiaire non calcaire (sables argileux à galets), comme au nord de la commune, à l'altitude de 150 m, entre Andole et Puymerle,,.
Le relief de la commune est celui d'un plateau d'une altitude de 130 à 150 m, entrecoupé par les vallées des Eaux-Claires en limite nord et de la Charraud au centre, parallèles et de direction sud-est - nord-ouest. Le point culminant de la commune est à une altitude de 175 m, situé en limite sud-est. Le point le plus bas est à 73 m, situé le long des Eaux-Claires au pied du Petit Chamoulard, sur la limite nord. Le bourg, situé près de la Charraud, est à environ 110 m d'altitude.

### Hydrographie

#### Réseau hydrographique
La commune est située dans le bassin versant de la Charente au sein du Bassin Adour-Garonne. Elle est drainée par la Charreau et les Eaux Claires et par un petit cours d'eau, qui constituent un réseau hydrographique de 10 km de longueur totale,.
La commune est traversée par la Charraud (ou Charreau), petit affluent de la Charente, et qui passe au pied du bourg. La source de ce ruisseau se situe dans la commune à 1 km en amont du bourg.

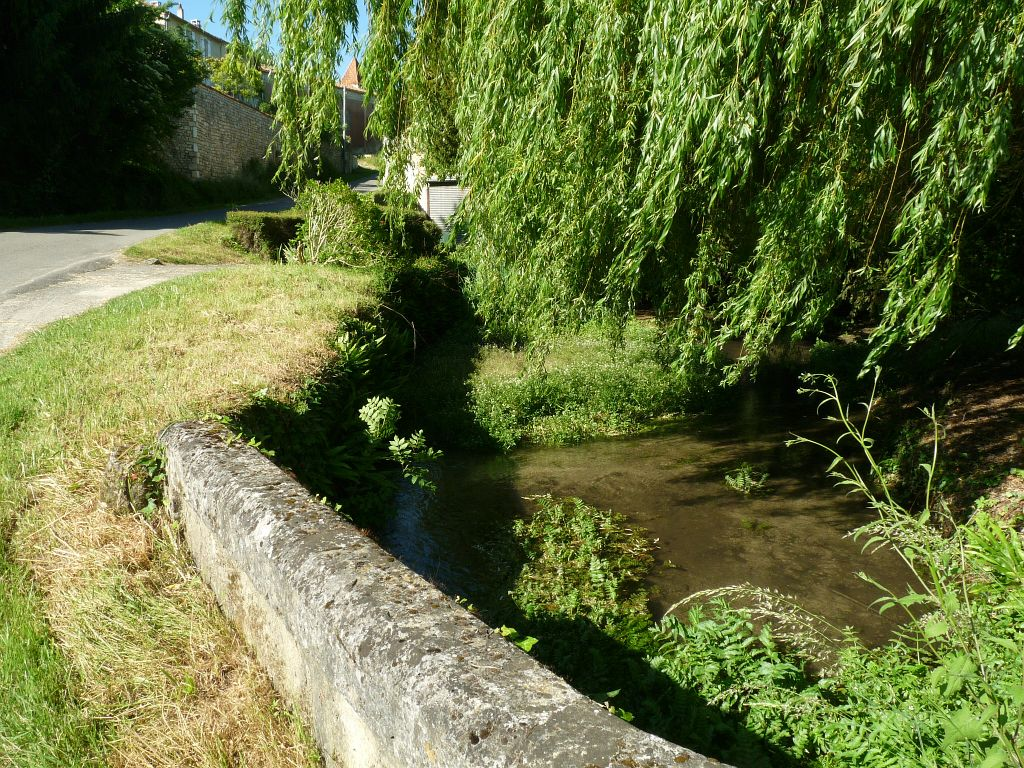
La Charraud à Andole.

La Charraud a creusé une petite vallée à fond plat comme les autres petites vallées au sud d'Angoulême, qui va en se creusant vers l'aval en allant sur Vœuil, et dont les parois calcaires sont parfois apparentes.
La limite nord de la commune est bordée par les Eaux-Claires, autre affluent de la Charente, et qui prend sa source à la Prévalerie.
Sorti de ces deux ruisseaux, le terrain, calcaire, est assez sec et ne comporte aucun autre cours d'eau.
Quelques fontaines sont à noter, principalement dans la vallée de la Charreau : fontaine des Garands, du Pontreau, la Marthe, Font du Pont Roi, la Font Valade.

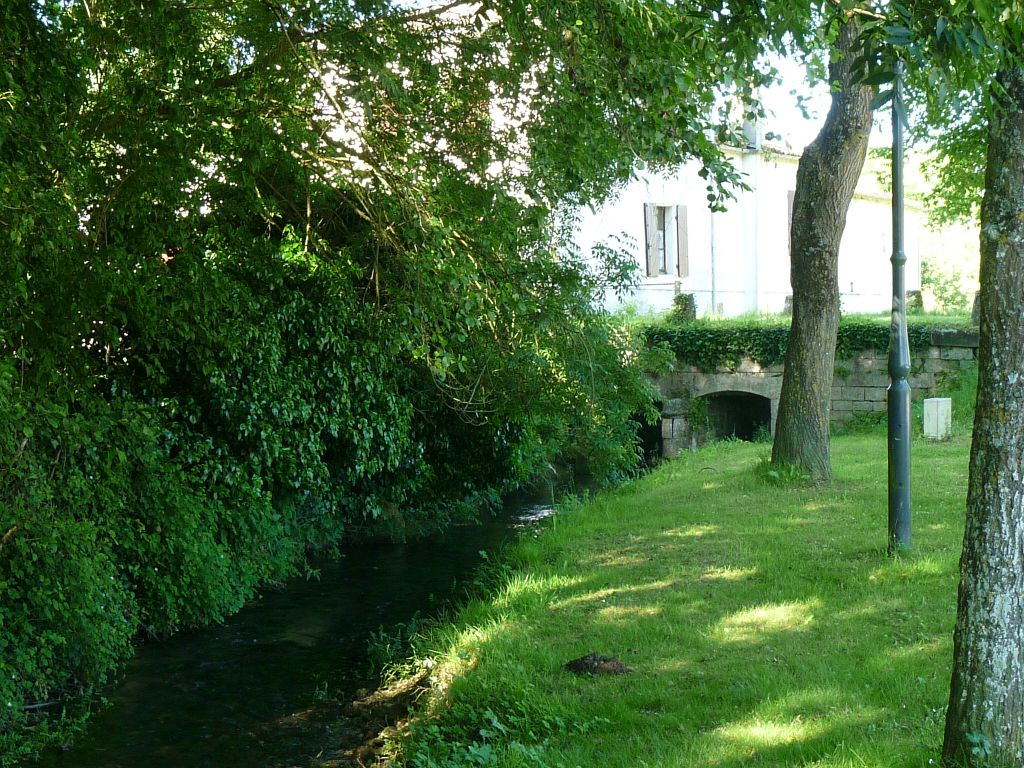
La Charraud à Torsac.
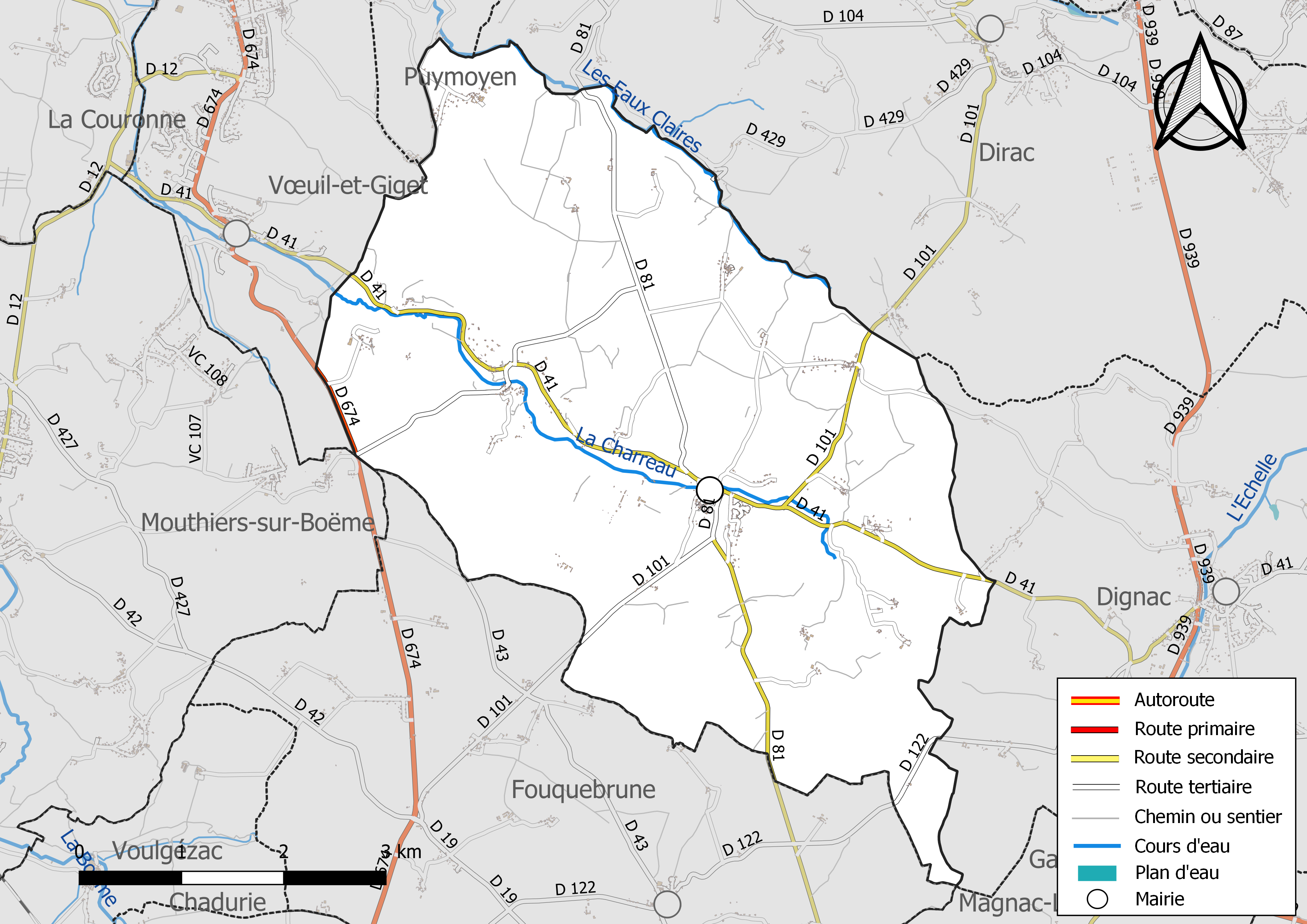
Réseaux hydrographique et routier de Torsac

#### Gestion des eaux
Le territoire communal est couvert par le schéma d'aménagement et de gestion des eaux (SAGE) « Charente ». Ce document de planification, dont le territoire correspond au bassin de la Charente, d'une superficie de 9 300 km2, a été approuvé le 19 novembre 2019. La structure porteuse de l'élaboration et de la mise en œuvre est l'établissement public territorial de bassin Charente. Il définit sur son territoire les objectifs généraux d’utilisation, de mise en valeur et de protection quantitative et qualitative des ressources en eau superficielle et souterraine, en respect des objectifs de qualité définis dans le troisième SDAGE  du Bassin Adour-Garonne qui couvre la période 2022-2027, approuvé le 10 mars 2022.

### Climat
Comme dans les trois quarts sud et ouest du département, le climat est océanique aquitain.

### Végétation
La commune est assez boisée. On trouve principalement du chêne. Sur les quelques hauteurs non calcaires on trouve aussi des châtaigniers et quelques pins maritimes.

## Urbanisme

### Typologie
Au 1er janvier 2024, Torsac est catégorisée commune rurale à habitat dispersé, selon la nouvelle grille communale de densité à 7 niveaux définie par l'Insee en 2022.
Elle est située hors unité urbaine. Par ailleurs la commune fait partie de l'aire d'attraction d'Angoulême, dont elle est une commune de la couronne,. Cette aire, qui regroupe 94 communes, est catégorisée dans les aires de 50 000 à moins de 200 000 habitants,.

### Occupation des sols
L'occupation des sols de la commune, telle qu'elle ressort de la base de données européenne d’occupation biophysique des sols Corine Land Cover (CLC), est marquée par l'importance des territoires agricoles (49,9 % en 2018), une proportion sensiblement équivalente à celle de 1990 (49,7 %). La répartition détaillée en 2018 est la suivante : 
forêts (49,1 %), terres arables (22,5 %), prairies (15 %), zones agricoles hétérogènes (12,3 %), zones urbanisées (1 %). L'évolution de l’occupation des sols de la commune et de ses infrastructures peut être observée sur les différentes représentations cartographiques du territoire : la carte de Cassini (XVIIIe siècle), la carte d'état-major (1820-1866) et les cartes ou photos aériennes de l'IGN pour la période actuelle (1950 à aujourd'hui).

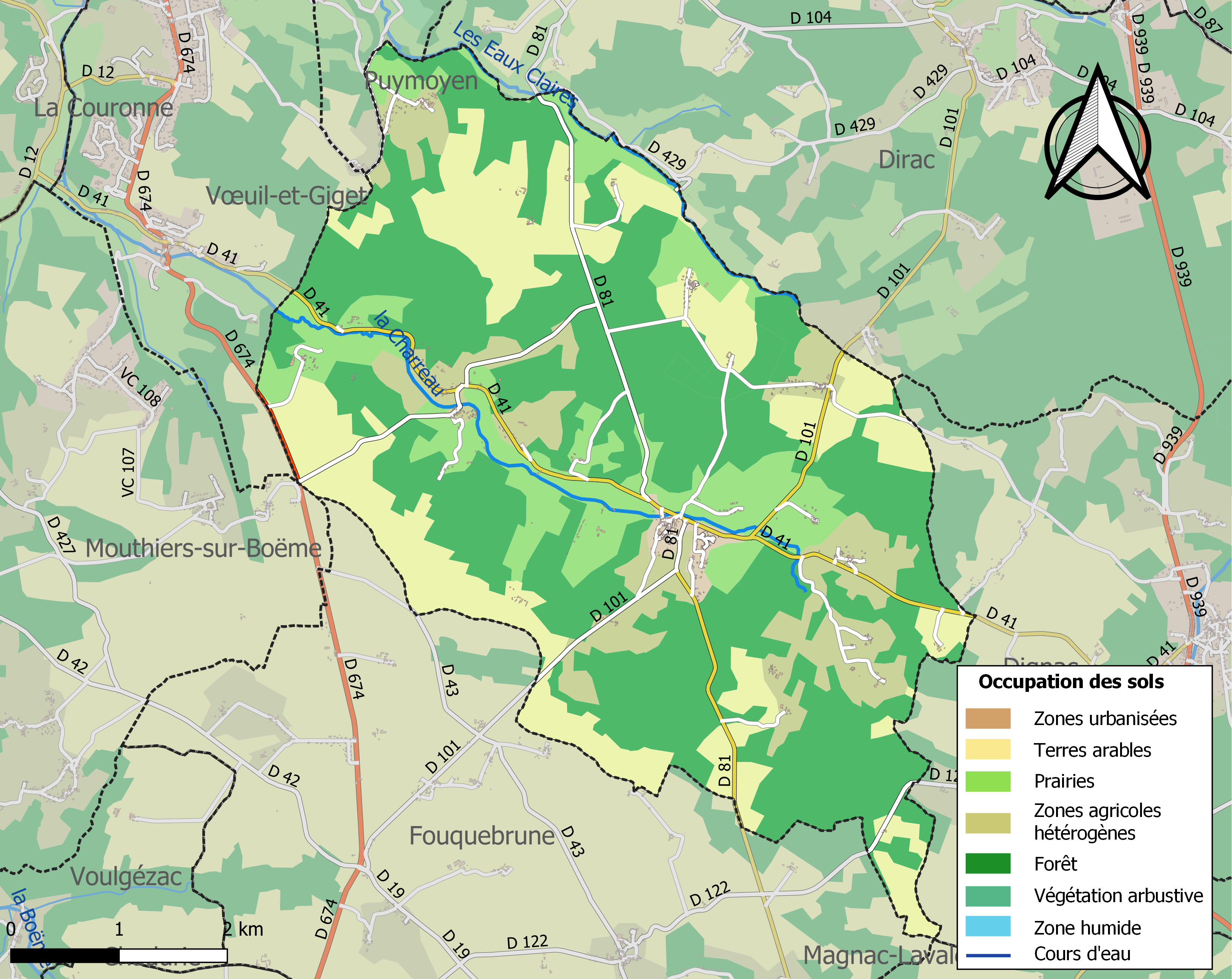
Carte des infrastructures et de l'occupation des sols de la commune en 2018 (CLC).

### Risques majeurs
Le territoire de la commune de Torsac est vulnérable à différents aléas naturels : météorologiques (tempête, orage, neige, grand froid, canicule ou sécheresse) et séisme (sismicité faible). Il est également exposé à un risque technologique, le transport de matières dangereuses. Un site publié par le BRGM permet d'évaluer simplement et rapidement les risques d'un bien localisé soit par son adresse soit par le numéro de sa parcelle.

#### Risques naturels

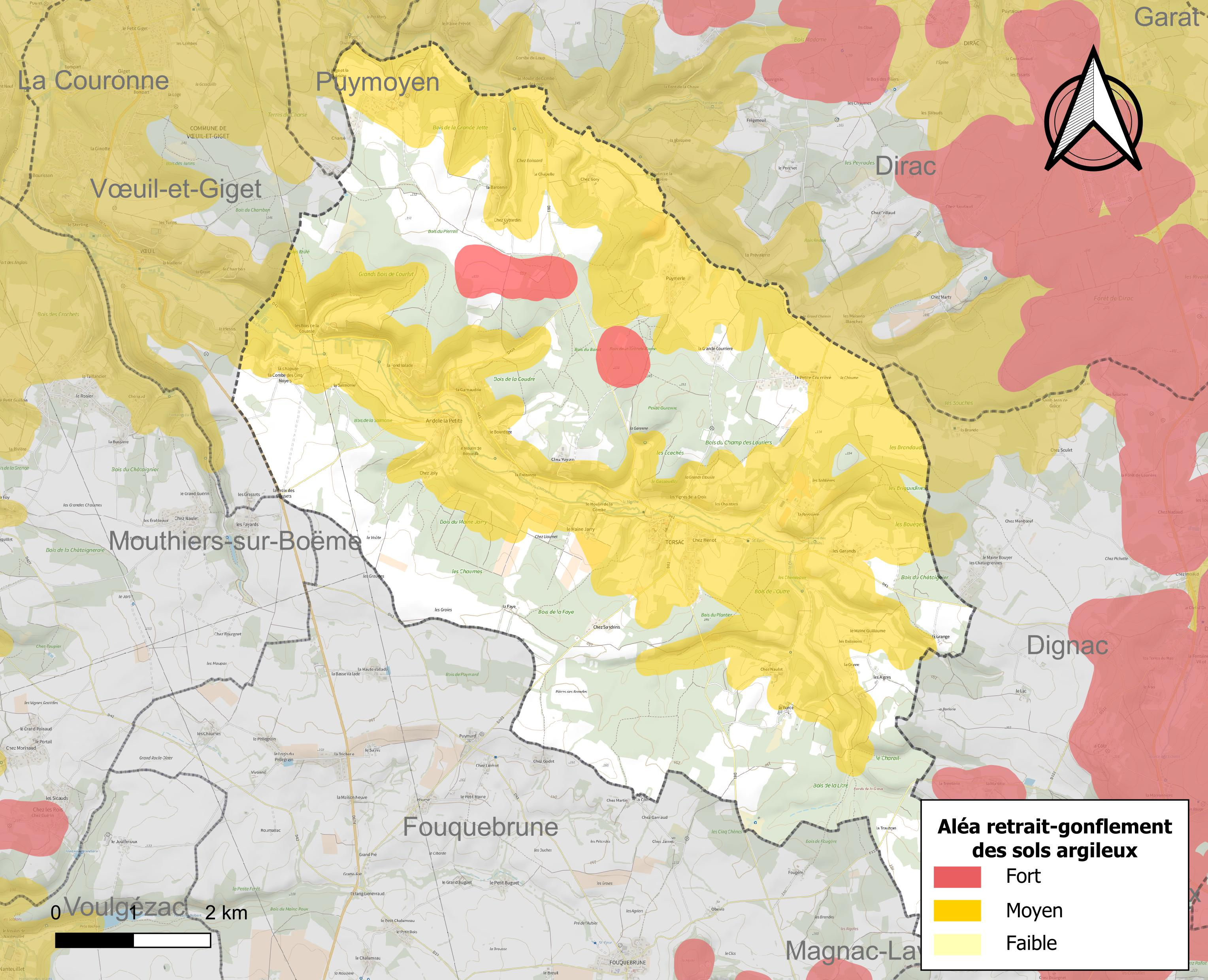
Carte des zones d'aléa retrait-gonflement des sols argileux de Torsac.

Le retrait-gonflement des sols argileux est susceptible d'engendrer des dommages importants aux bâtiments en cas d’alternance de périodes de sécheresse et de pluie. 52,7 % de la superficie communale est en aléa moyen ou fort (67,4 % au niveau départemental et 48,5 % au niveau national). Sur les 364 bâtiments dénombrés sur la commune en 2019, 294 sont en aléa moyen ou fort, soit 81 %, à comparer aux 81 % au niveau départemental et 54 % au niveau national. Une cartographie de l'exposition du territoire national au retrait gonflement des sols argileux est disponible sur le site du BRGM,.
Par ailleurs, afin de mieux appréhender le risque d’affaissement de terrain, l'inventaire national des cavités souterraines permet de localiser celles situées sur la commune.
La commune a été reconnue en état de catastrophe naturelle au titre des dommages causés par les inondations et coulées de boue survenues en 1982, 1983, 1988 et 1999. Concernant les mouvements de terrains, la commune a été reconnue en état de catastrophe naturelle au titre des dommages causés par la sécheresse en 2005 et par des mouvements de terrain en 1999.

#### Risques technologiques
Le risque de transport de matières dangereuses sur la commune est lié à sa traversée par une ou des infrastructures routières ou ferroviaires importantes ou la présence d'une canalisation de transport d'hydrocarbures. Un accident se produisant sur de telles infrastructures est susceptible d’avoir des effets graves sur les biens, les personnes ou l'environnement, selon la nature du matériau transporté. Des dispositions d’urbanisme peuvent être préconisées en conséquence.

## Toponymie
Le nom est attesté par la forme ancienne Torciaco en 1110 et vers 1300.
L'origine du nom de Torsac remonterait à un nom de personne gallo-romain Torcius auquel est apposé le suffixe -acum, ce qui correspondrait à Torciacum, « domaine de Torcius »,.

### Limite dialectale
La commune est dans la langue d'oïl (domaine du saintongeais), et marque la limite avec le domaine occitan (dialecte limousin) à l'est.

## Histoire
Le lieu a été habité depuis la plus haute antiquité et les fouilles ont montré un site moustérien. La grotte Castaigne a aussi montré dans ses niveaux supérieurs des tessons et céramique datant de La Tène III. Près de Puymerle, quatre sarcophages pouvant dater du VIe siècle ont été retrouvés.
Au VIIIe siècle Torsac a été le siège d'un des 13 archiprêtrés de l'Angoumois.
Au Moyen Âge il y avait un château dont des vestiges sont encore visibles, qui fut repris sur les Anglais et détruit pendant la guerre de Cent Ans par le maréchal de Sancerre. Situé sur la route d'Angoulême, il faut aussi appelé Château des Anglais, et fut construit vers 1100. Il était aussi appelé Montgauguier, et les de La Place étaient seigneurs du lieu.
En 1542, Charles, duc d'Orléans et d'Angoulême (troisième fils de François Ier), donna à Pierre de La Place, écuyer, seigneur de Sallebœuf (paroisse de Cumont, Périgord), la Tour Garnier (Angoulême), Poursac et de Chantemerle (La Couronne), cette seigneurie qu'il venait d'acheter à Catherine de Clermont. Pierre de La Place, membre de cette importante famille angoumoisine, a été maire d'Angoulême en 1506, puis échevin de 1507 à 1539. Son fils aîné, qui s'appelait aussi Pierre de La Place, fut tué en 1572 lors de la Saint-Barthélemy à Paris. Protestant, il avait accompagné Henri de Navarre pour son mariage,.
Hélie de La Place, seigneur de Torsac, a été maire d'Angoulême en 1561.
Au début du XXe siècle, deux moulins tournaient encore sur la Charraud, le moulin de la Combe et celui de Jolly.

## Administration

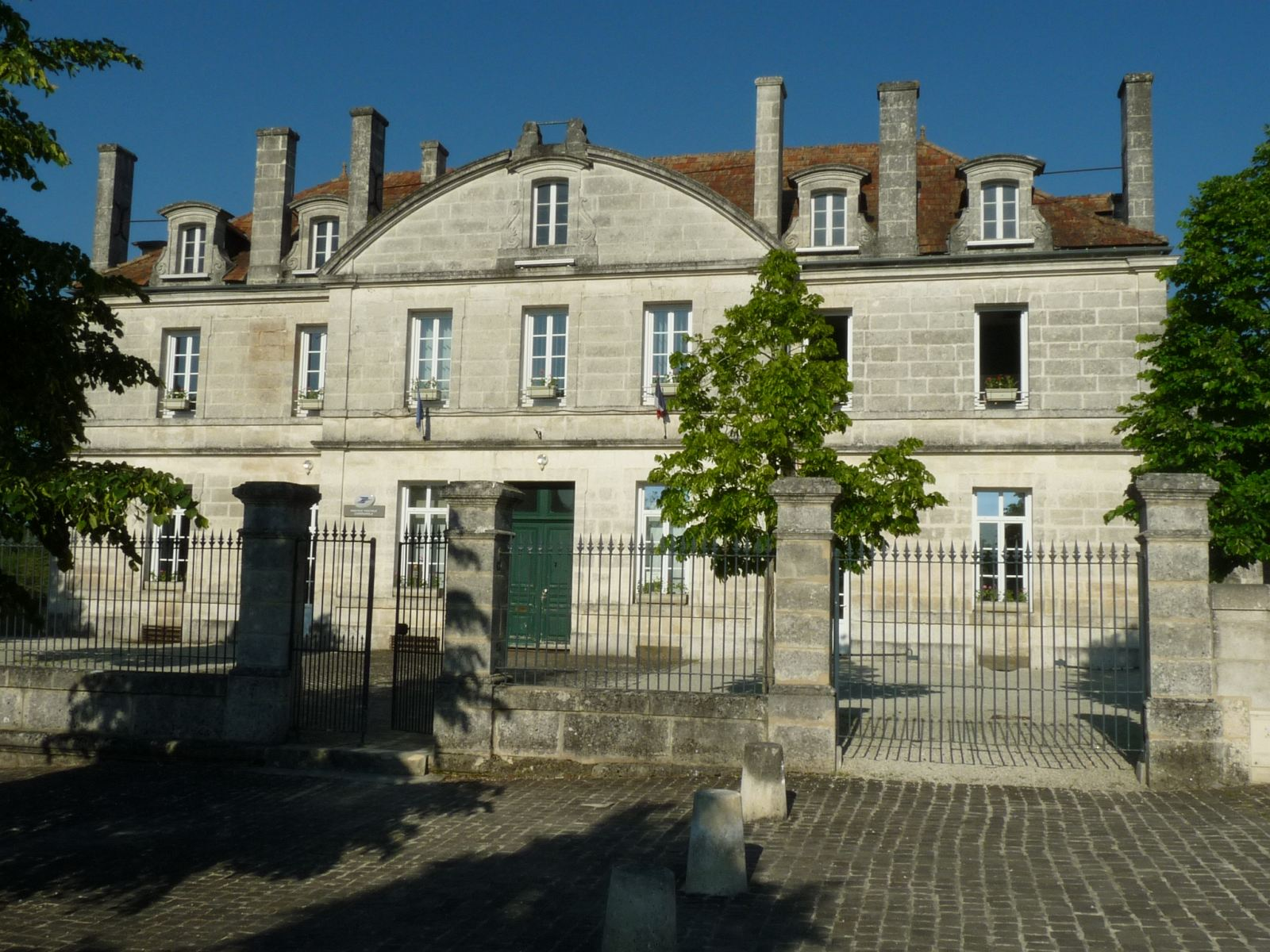
La mairie.

| Période                                  | Période                   | Identité         | Étiquette | Qualité              |
| ---------------------------------------- | ------------------------- | ---------------- | --------- | -------------------- |
| Les données manquantes sont à compléter. |                           |                  |           |                      |
| 1965                                     | 1977                      | Max Mosny        |           | Ingénieur agronome   |
| 1977                                     | 1995                      | René Perot       |           | Agriculteur          |
| 1995                                     | 2008                      | Yves Huault      |           | Dirigeant de société |
| 2008                                     | En cours (au 6 juin 2020) | Catherine Bréard | SE        | Retraitée            |

## Démographie

### Évolution démographique
L'évolution du nombre d'habitants est connue à travers les recensements de la population effectués dans la commune depuis 1793. Pour les communes de moins de 10 000 habitants, une enquête de recensement portant sur toute la population est réalisée tous les cinq ans, les populations de référence des années intermédiaires étant quant à elles estimées par interpolation ou extrapolation. Pour la commune, le premier recensement exhaustif entrant dans le cadre du nouveau dispositif a été réalisé en 2008.

En 2022, la commune comptait 724 habitants, en évolution de −5,73 % par rapport à 2016 (Charente : −0,48 %, France hors Mayotte : +2,11 %).
| 1793 | 1800 | 1806 | 1821 | 1831 | 1841 | 1846 | 1851 | 1856 |
| ---- | ---- | ---- | ---- | ---- | ---- | ---- | ---- | ---- |
| 812  | 577  | 822  | 905  | 878  | 852  | 837  | 870  | 846  |

| 1861 | 1866 | 1872 | 1876 | 1881 | 1886 | 1891 | 1896 | 1901 |
| ---- | ---- | ---- | ---- | ---- | ---- | ---- | ---- | ---- |
| 795  | 751  | 695  | 646  | 625  | 637  | 564  | 525  | 470  |

| 1906 | 1911 | 1921 | 1926 | 1931 | 1936 | 1946 | 1954 | 1962 |
| ---- | ---- | ---- | ---- | ---- | ---- | ---- | ---- | ---- |
| 480  | 505  | 434  | 441  | 433  | 413  | 386  | 416  | 348  |

| 1968 | 1975 | 1982 | 1990 | 1999 | 2006 | 2008 | 2013 | 2018 |
| ---- | ---- | ---- | ---- | ---- | ---- | ---- | ---- | ---- |
| 352  | 385  | 464  | 731  | 718  | 758  | 770  | 784  | 729  |

| 2022 | - | - | - | - | - | - | - | - |
| ---- | - | - | - | - | - | - | - | - |
| 724  | - | - | - | - | - | - | - | - |

### Pyramide des âges
La population de la commune est relativement âgée.
En 2018, le taux de personnes d'un âge inférieur à 30 ans s'élève à 26,1 %, soit en dessous de la moyenne départementale (30,2 %). À l'inverse, le taux de personnes d'âge supérieur à 60 ans est de 30,7 % la même année, alors qu'il est de 32,3 % au niveau départemental.
En 2018, la commune comptait 364 hommes pour 365 femmes, soit un taux de 50,07 % de femmes, légèrement inférieur au taux départemental (51,59 %).
Les pyramides des âges de la commune et du département s'établissent comme suit.
| Hommes | Classe d’âge | Femmes |
| ------ | ------------ | ------ |
| 0,0    | 90 ou +      | 0,5    |
| 6,3    | 75-89 ans    | 5,2    |
| 23,6   | 60-74 ans    | 25,8   |
| 25,0   | 45-59 ans    | 24,1   |
| 21,2   | 30-44 ans    | 16,2   |
| 8,0    | 15-29 ans    | 12,6   |
| 15,9   | 0-14 ans     | 15,6   |

| Hommes | Classe d’âge | Femmes |
| ------ | ------------ | ------ |
| 1      | 90 ou +      | 2,7    |
| 9,2    | 75-89 ans    | 12     |
| 20,6   | 60-74 ans    | 21,3   |
| 20,7   | 45-59 ans    | 20,3   |
| 16,8   | 30-44 ans    | 16     |
| 15,6   | 15-29 ans    | 13,4   |
| 16,1   | 0-14 ans     | 14,3   |

### Remarques
De 1850 à 1946 Torsac a constamment perdu de la population, 50 % entre 1850 et 1921. La tendance s'est inversée à partir des années 1970 du fait de la proximité d'Angoulême.

## Économie

### Agriculture
La viticulture occupe une petite partie de l'activité agricole. La commune est classée dans les Fins Bois, dans la zone d'appellation d'origine contrôlée du cognac.

## Équipements, services et vie locale

### Enseignement
L'école est un RPI entre Fouquebrune et Torsac. Torsac accueille l'école élémentaire, avec deux classes, et Fouquebrune l'école primaire. Le secteur du collège est Villebois-Lavalette.

## Lieux et monuments

### Patrimoine religieux
L'église paroissiale Saint-Aignan, qui a été construite au XIIe siècle puis remaniée aux XVe et XVIe siècles, possède un clocher octogonal. Elle a été inscrite monument historique par arrêté du 23 juillet 1973.
Elle renferme quatre groupes de trois chapiteaux du XIIe siècle, des peintures du XVIIe siècle sur la coupole et le cul-de-four du chœur, un groupe en pierre sur la Trinité du XVe siècle ainsi qu'un autel du XVIIIe siècle. Ces éléments sont classés monument historique au titre objet depuis 1911.

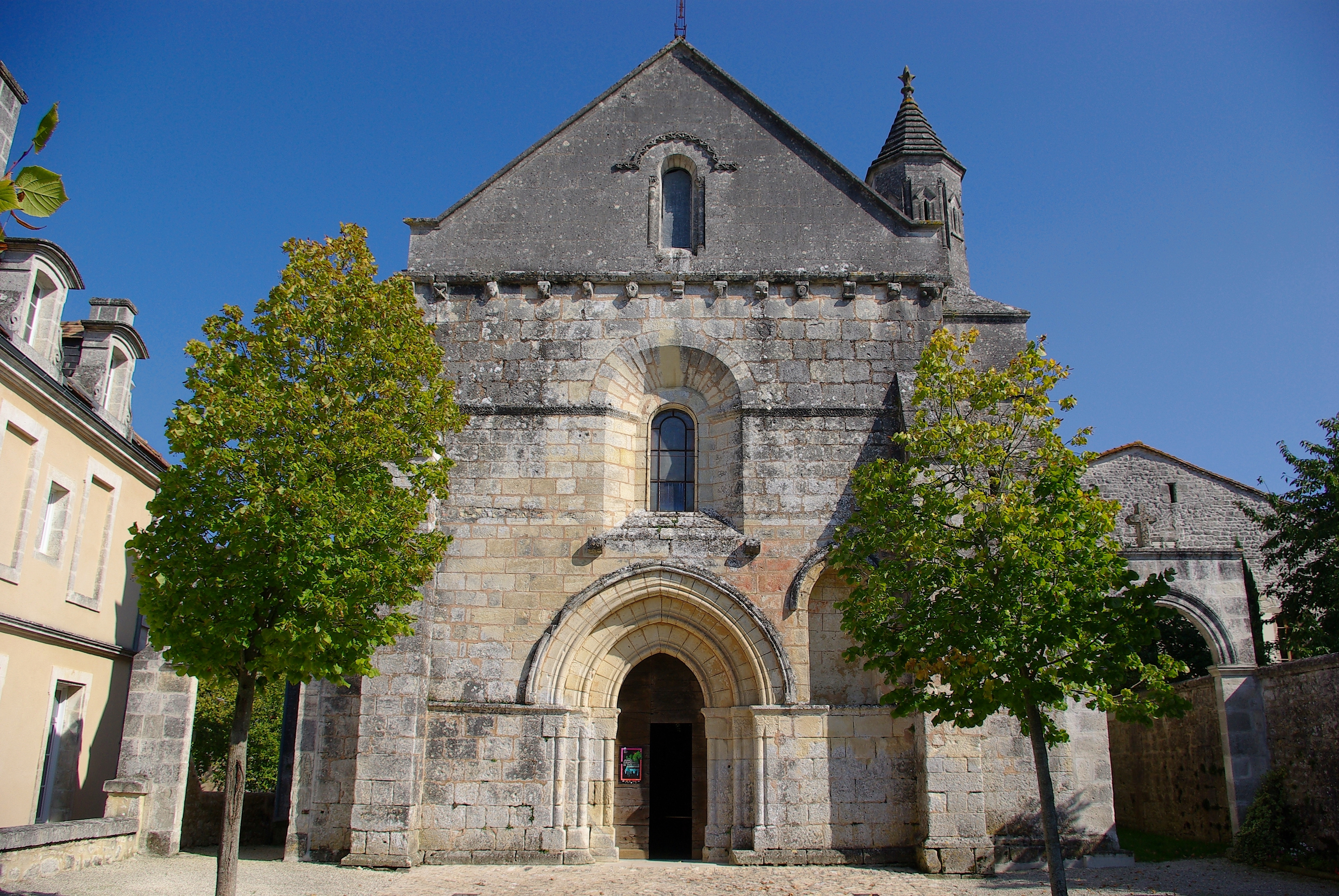
L'église.
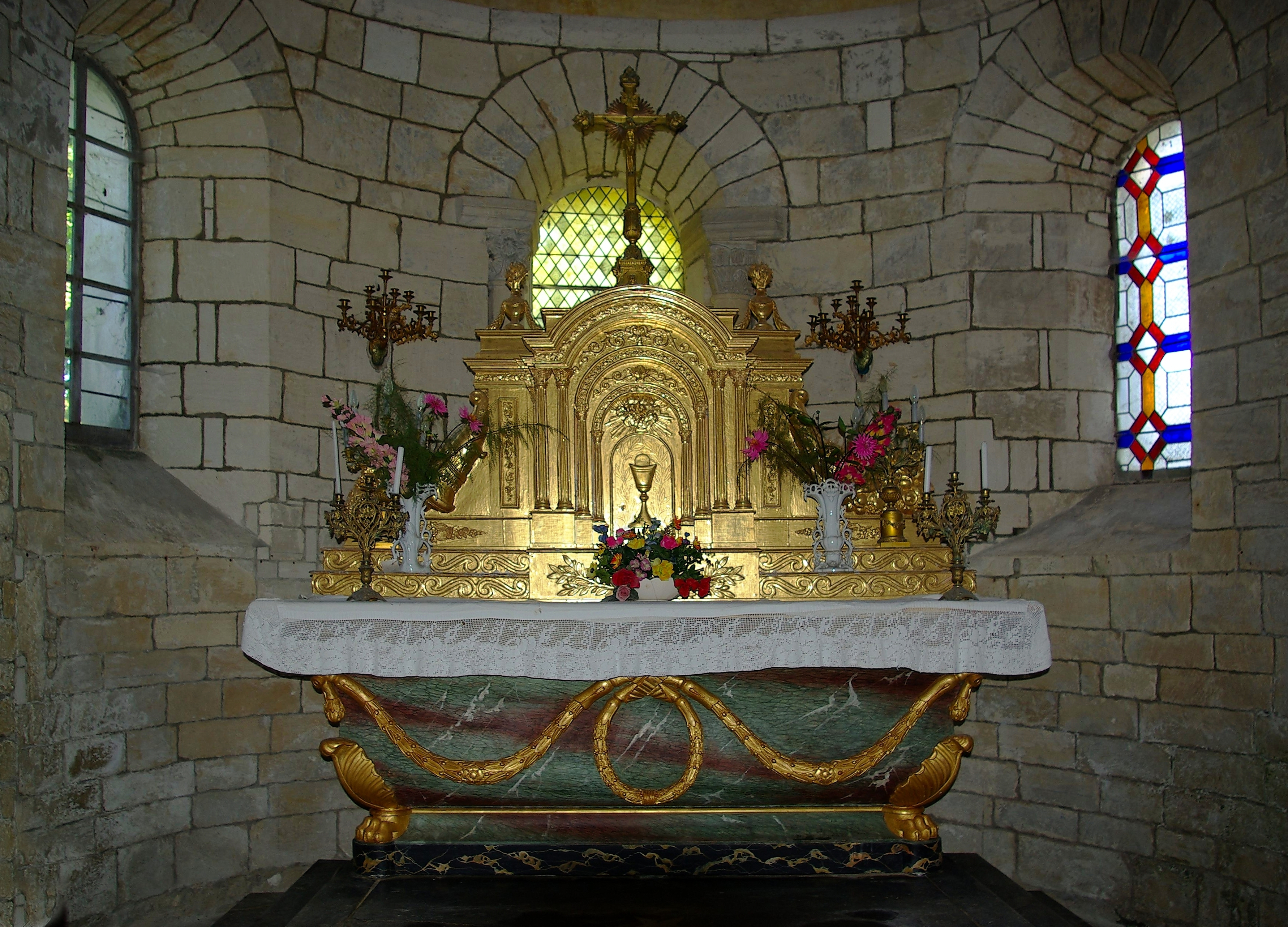
L'autel.

### Patrimoine civil
Du château du XIIIe siècle, très remanié au XVIIe siècle il reste trois tours rectangulaires tronquées et de belles salles voûtées. Les créneaux sur mâchicoulis de fantaisie sont  du XIXe siècle.

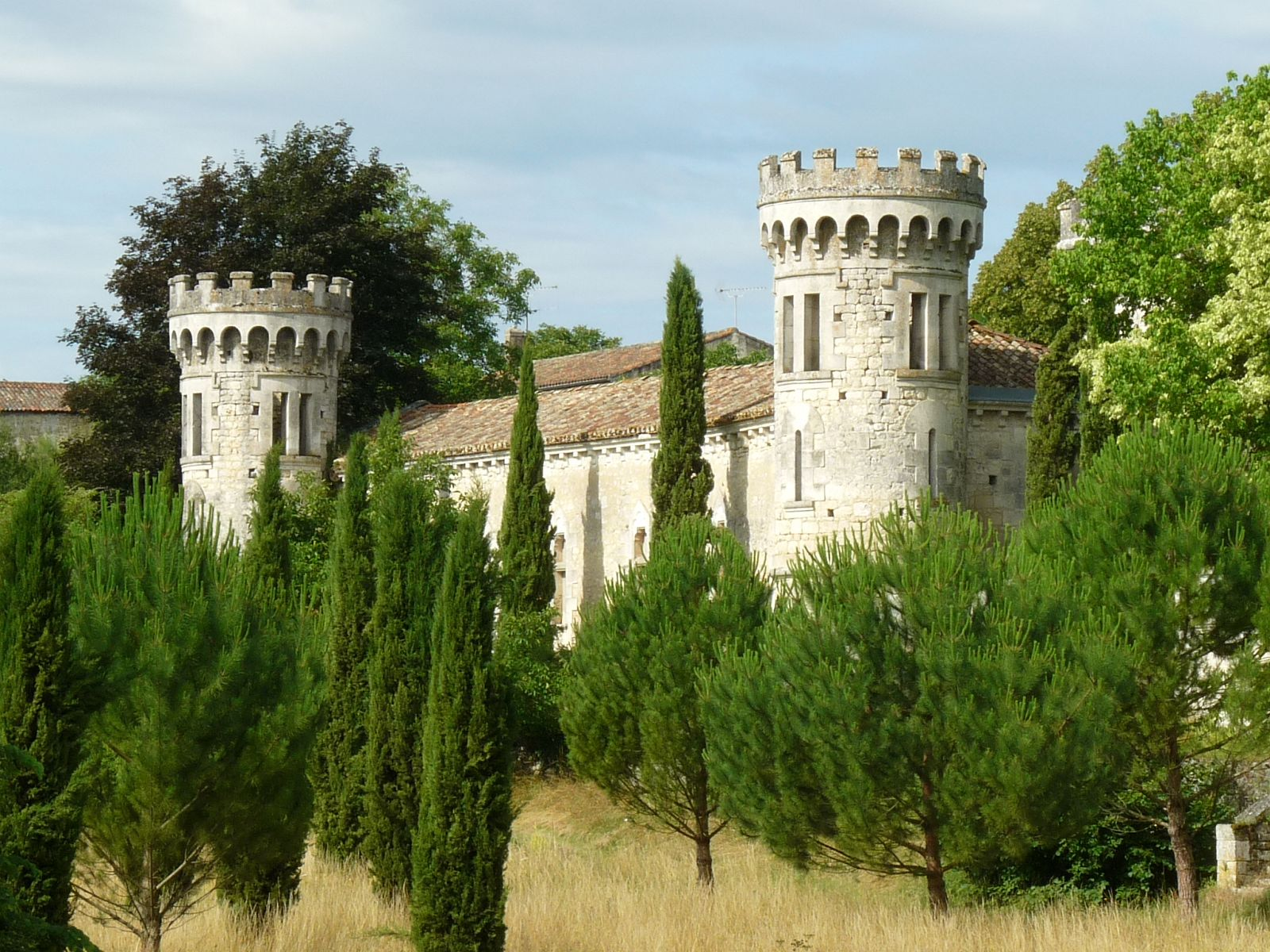
Le château.
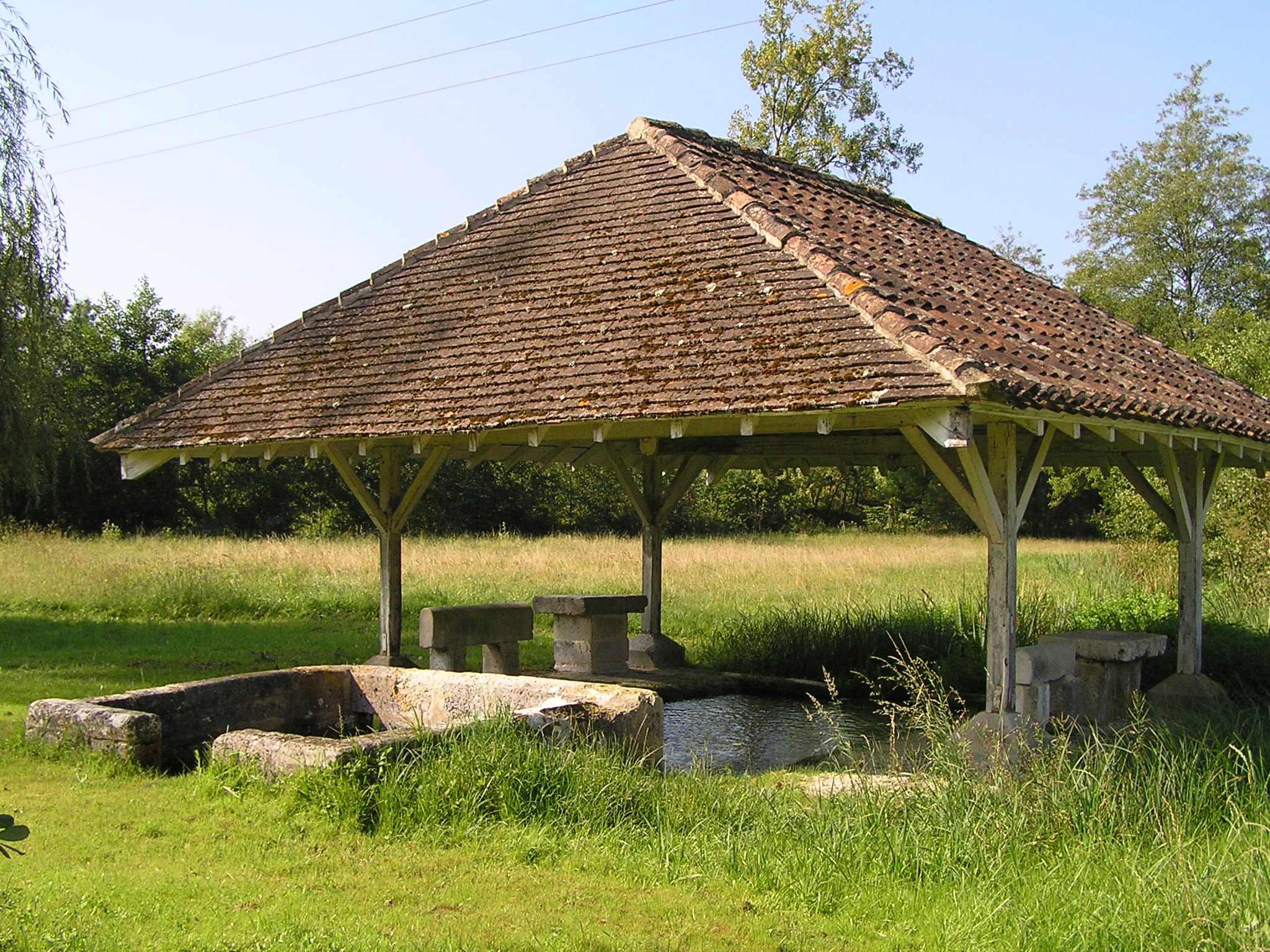
Le lavoir.